# Pedicia (Crunobia) tjederi
Pedicia (Crunobia) tjederi is een tweevleugelige uit de familie Pediciidae. De soort komt voor in het Palearctisch gebied.